# Tännichtkuppe
Tännichtkuppe (česky  doslovně Jedlový kopec či Jedlová kupa) je kupa s nadmořskou výškou 415 m, která se nachází na území velkého okresního města Sebnitz (místní část Saupsdorf) v zemském okrese Saské Švýcarsko-Východní Krušné hory v Sasku.

## Charakteristika
Vrch leží v německé části Šluknovské pahorkatiny (Lausitzer Bergland) a její mesogeochoře Jihozápadní hornolužická vrchovina (Südwestliches Oberlausitzer Bergland). Lužický zlom, který prochází jižně od Tännichtkuppe, vytváří hranici s Děčínskou vrchovinou (Elbsandsteingebirge). Podloží tvoří lužický granodiorit, z kterého vystupuje na několika nevelkých místech čedič a dolerit. Převládajícím půdním typem je podzolová kambizem a podél potoků se nachází glej. Většinu vrchu pokrývají hospodářské lesy s převahou smrku ztepilého (Picea abies). Severní až západní úpatí spadají do údolí Saupsdorfského potoka, východní až jižní jsou ohraničena Räumichtbachem a jeho přítokem. Celý vrch náleží do povodí Křinice a úmoří Severního moře. Na severu až severovýchodě hraničí Tännichtkuppe s Wachbergem (497 m) a na severovýchodě a východě též se Sandbergem (409 m). Kopec se nachází na území chráněné krajinné oblasti Saské Švýcarsko.